# Fabián Acuña
Fabián Andrés Acuña (Tandil, Provincia de Buenos Aires; 2 de octubre de 1964) es un preparador y expiloto argentino de automovilismo. Compitió en diferentes categorías argentinas de automovilismo, destacándose principalmente en el Turismo Carretera, divisional en la cual fue una de sus figuras durante gran parte de la década de 1990 y principios de la década de 2000 inclusive. durante su transcurso en esta divisional, compitió en 293 carreras, llevándose 18 triunfos y llegando a pelear los campeonatos de los años 1992 y 1999, en los cuales finalizó en la 3.ª colocación de ambos. Además del Turismo Carretera, también compitió en la categoría TC 2000, donde a fines del año 1998 desarrollaría cuatro competencias. En el año 2005 participó de una competencia de Top Race V6, cosechando 4 puntos. Su participación en el campeonato 1992 del Turismo Carretera y su posición final de campeonato, le valieron la posibilidad de ser seleccionado junto a un grupo de pilotos para competir en las 24 Horas de Daytona en el año 1993, formando parte de la denominada «Legion Argentina en Daytona».
Debutó en el año 1988 compitiendo en el Turismo Carretera y se retiró en el año 2007 compitiendo en esa categoría. Tras su retiro comenzó a dedicarse a la preparación de impulsores, especializándose en motores de la marca Ford y siendo uno de sus más afamados representantes. Como motorista, se destacó por haber conquistado el campeonato del año 2012 del Turismo Carretera, de la mano de su piloto Mauro Giallombardo.

## Biografía
Nacido en la localidad de Tandil, Acuña dio sus primeros pasos en el automovilismo, en el año 1985 cuando debutó en la categoría zonal TC del '40, debutando al comando de un Ford V8 modificado. Su progresión en la categoría fue tal que ya en 1986 había conseguido sus primeros podios y conquistó su primer triunfo, para luego llegar al ansiado título en el año 1987, cuando se consagró campeón de la categoría, cosechando cuatro triunfos. Este progreso en sus resultados lo alentaron a pretender su incursión en la categoría más importante del automovilismo argentino: el Turismo Carretera.
En el año 1988, recibió el apoyo de la autopeña "El Zorro", con la cual comenzaron la búsqueda para encontrar el auto que posibilite su debut en el TC. Es así que la respuesta llegó de la mano del preparador Alberto Sidotti, quien le ofreció una unidad Dodge GTX para iniciar las pruebas de suficiencia. Tras sortear con éxito las mismas, se presentó a competir en la 6.ª fecha del año en Balcarce, donde debutó oficialmente en el TC con el número 167 estampado en sus laterales. En su debut, concluiría en la 23.ª ubicación a 20 vueltas del líder, Jorge Oyhanart. Luego de esa competencia detendría su actividad, retornando en la 11.ª fecha, nuevamente en Balcarce, donde se destacaría por haber finalizado en la 8.ª ubicación. Aquella temporada de 1988 serviría más para aprendizaje y aclimatamiento, finalizando el torneo en la 38.ª ubicación. En 1989, adquiere un nuevo Dodge GTX, que fuera propiedad de Miguel Atauri. Con el Dodge continuaría compitiendo hasta el año 1991, cuando conocedores del anunciado retiro de Oscar Castellano de la práctica profesional, luego de haber obtenido el subcampeonato de ese año, los integrantes de "El Zorro" inician las tratativas con el tricampeón para adquirir exitosamente la unidad que el popular "Pincho" dejaba vacante. La llegada de Acuña al volante del Ford Falcon subcampeón del '91, permitió también que Castellano le brinde asistencia y apoyo en materia de patrocinadores al representante de Tandil. Su presentación con la nueva unidad fue en el semipermanente de Santa Teresita, logrando subirse al podio en la tercera colocación. Sus actuaciones le permitirían a las pocas carreras situarse como puntero del torneo, sin embargo, tras siete fechas comenzaría una mala racha que le haría perder la punta del campeonato y que tendría fin en la antepenúltima fecha, cuando conquistara su primera victoria en la categoría, en el semipermanente de San Lorenzo. Aquella temporada sería la carta de presentación al pueblo automotor de Fabián Acuña, la cual se vería empañada por la trágica competencia de Lobos, donde perdería la vida Roberto Mouras. El campeonato finalizaría con el bicampeonato para Oscar Aventín, con Acuña finalizando en el tercer lugar.
La obtención de esta puesto en el campeonato por parte del piloto de Tandil sería objeto de un reconocimiento por parte de las autoridades de la Asociación Corredores de Turismo Carretera, quienes a principios del año 1993 convocarían a sus ocho mejores pilotos de la temporada '92, para participar en las 24 Horas de Daytona del año 1993. Precisamente, Acuña formaría parte del plantel de pilotos de la ACTC que conformaban la Misión Argentina "Roberto Mouras", bautizada en honor al fallecido excampeón de TC. En esta competencia, Acuña tomaría partido a bordo de una unidad Oldsmobile Cutlass, identificada con el número 25 y conformando la tripulación con Emilio Satriano, Eduardo Ramos y Jorge Oyhanart, todos auspiciados por la petrolera argentina, Isaura. En aquella competencia, la tripulación del coche número 25 culminaría la competencia en el 8º lugar de su clase y 25º en la general, con 500 vueltas efectivas.
A su regreso al país, continuaría compitiendo en el TC, siempre con su Ford Falcon con atención de Castellano. Aquel año sería una temporada con muchos altibajos, llegando a obtener una sola victoria, pero sin salir de la lista de los diez primeros. En la temporada siguiente, de 1994, Acuña pasó a recibir la atención de Tulio Crespi en el chasis de su auto, manteniendo siempre las motorizaciones de Oscar Castellano. En esta temporada, cambiaría el clásico color naranja de su unidad por el verde oliva debido al patrocinio de Isaura S.A., con quienes renovaría su vínculo, gracias a la gestión de Castellano. Este año tampoco sería la excepción, ya que con el número 8 pintado en sus laterales, volvería a erigirse en protagonista de la lucha por el título. En esta temporada, Acuña formaría equipo con el mechonguense Eduardo Ramos, quien se presentaba a competir con una unidad similar al último coche manejado por Castellano. En cuanto a los resultados obtenidos, Acuña conseguiría acaparar tres victorias, de las cuales la primera sería un gran 1-2 con Ramos en Santa Teresita, en el comienzo del año. La segunda sería una gran victoria obtenida en la carrera especial de dos pilotos desarrollada en Autódromo Oscar Alfredo Gálvez de Buenos Aires, con la particularidad de haber compartido la conducción de su Falcon con un joven Guillermo Ortelli, quien de esta forma concretaba su debut en la categoría a la vez de consumar el triunfo en la competencia especial. La tercera y última victoria de ese año volvería a repetirse en Santa Teresita, a comienzos de octubre. Estas victorias le bastarían a Acuña para inscribir el número 4 para la temporada 1995, en un campeonato que finalmente sería adjudicado por su compañero de equipo Eduardo Ramos y que tendría su cuota trágica en la 3.ª fecha, con el accidente fatal de Osvaldo Morresi.
En el año 1995, realiza su primer cambio de vereda. Después de nueve años junto a Castellano, en esta temporada pasa a recibir la motorización del  "Vasco" Izaguirre, pero continuaría junto a Crespi en el chasis y siempre fiel a Ford. Asimismo, la decoración de su coche cambia, debido al recambio institucional que generó la fusión de las petroleras Astra, Isaura y Puma, que dieron origen a la firma Eg3. Con estos cambios, Acuña inicia el campeonato con un gran triunfo en Santa Teresita, sin embargo de a poco su imagen comenzaría a desdibujarse, por lo que cerraría el año nuevamente con la motorización de Castellano y con el número 6 en sus laterales.

## Trayectoria
| Año  | Categoría                              | Automóvil           |
| ---- | -------------------------------------- | ------------------- |
| 1985 | Debut en TC Regional del '40           | Ford V8             |
| 1986 | TC Regional del '40                    | Ford V8             |
| 1987 | Campeón TC Regional del '40            | Ford V8             |
| 1988 | Debut en Turismo Carretera, 2 carreras | Dodge GTX           |
| 1989 | Turismo Carretera                      | Dodge GTX           |
| 1990 | Turismo Carretera                      | Dodge GTX           |
| 1991 | Turismo Carretera                      | Dodge GTX           |
| 1992 | Turismo Carretera                      | Ford Falcon         |
| 1993 | Turismo Carretera                      | Ford Falcon         |
| 1993 | 24 Horas de Daytona                    | Oldsmobile Cutlass  |
| 1994 | Turismo Carretera                      | Ford Falcon         |
| 1995 | Turismo Carretera                      | Ford Falcon         |
| 1996 | Turismo Carretera                      | Ford Falcon         |
| 1997 | Turismo Carretera                      | Chevrolet Chevy     |
| 1997 | Top Race                               | Volkswagen Golf VR6 |
| 1997 | Top Race                               | Porsche 944         |
| 1998 | Turismo Carretera                      | Chevrolet Chevy     |
| 1998 | Debut en TC 2000, 4 carreras           | Chevrolet Vectra II |
| 1999 | Turismo Carretera                      | Chevrolet Chevy     |
| 2000 | Turismo Carretera                      | Chevrolet Chevy     |
| 2001 | Turismo Carretera                      | Ford Falcon         |
| 2002 | Turismo Carretera                      | Ford Falcon         |
| 2003 | Turismo Carretera                      | Ford Falcon         |
| 2004 | Turismo Carretera                      | Ford Falcon         |
| 2005 | Turismo Carretera                      | Ford Falcon         |
| 2005 | Top Race V6, 1 carrera                 | Alfa Romeo 156      |
| 2006 | Turismo Carretera                      | Ford Falcon         |
| 2007 | Turismo Carretera                      | Ford Falcon         |

- [4]

## Resultados

### Turismo Competición 2000
| Año  | Equipo          | Auto                | 1    | 2    | 3     | 4     | 5    | 6    | 7     | 8     | 9   | 10  | 11 | 12 | 13    | 14    | 15 | 16 | 17 | 18 | 19     | 20     | 21     | 22     | 23    | 24    | 25    | 26    | 27     | 28     | Res. | Puntos |
| ---- | --------------- | ------------------- | ---- | ---- | ----- | ----- | ---- | ---- | ----- | ----- | --- | --- | -- | -- | ----- | ----- | -- | -- | -- | -- | ------ | ------ | ------ | ------ | ----- | ----- | ----- | ----- | ------ | ------ | ---- | ------ |
| 1998 |                 |                     | AG I | AG I | MDP I | MDP I | RC I | RC I | SJU I | SJU I | OLA | OLA | GR | GR | PAR I | PAR I | BA | BA | BB | BB | SJU II | SJU II | MDP II | MDP II | RC II | RC II | AG II | AG II | PAR II | PAR II | 23°  | 2      |
| 1998 | Canapino Racing | Chevrolet Vectra II |      |      |       |       |      |      |       |       |     |     |    |    |       |       |    |    |    |    |        |        | 9      | 14     | 16    | 16    |       |       |        |        | 23°  | 2      |

## Palmarés

### Campeonatos como piloto
| Título  | Categoría           | Automóvil | Año  |
| ------- | ------------------- | --------- | ---- |
| Campeón | TC Regional del '40 | Ford V8   | 1987 |

### Carreras ganadas en el TC
| #           | Fecha                                                                                 | Carrera                                                                               | Automóvil                                                                             | Promedio                                                                              |
| ----------- | ------------------------------------------------------------------------------------- | ------------------------------------------------------------------------------------- | ------------------------------------------------------------------------------------- | ------------------------------------------------------------------------------------- |
| 1           | 8 de noviembre de 1992                                                                | Circuito Semipermanente Octavio Suárez de San Lorenzo                                 | Ford Falcon                                                                           | 142,778                                                                               |
| 2           | 11 de julio de 1993                                                                   | Autódromo Ciudad de Rafaela                                                           | Ford Falcon                                                                           | 181.860                                                                               |
| 3           | 20 de febrero de 1994                                                                 | Circuito Semipermanente de Santa Teresita                                             | Ford Falcon                                                                           | 149,016                                                                               |
| 4           | 11 de septiembre de 1994                                                              | Autódromo Oscar Alfredo Gálvez                                                        | Ford Falcon                                                                           | 175,128                                                                               |
| 5           | 9 de octubre de 1994                                                                  | Circuito Semipermanente de Santa Teresita                                             | Ford Falcon                                                                           | 148,352                                                                               |
| 6           | 19 de febrero de 1995                                                                 | Circuito Semipermanente de Santa Teresita                                             | Ford Falcon                                                                           | 149,144                                                                               |
| 7           | 23 de marzo de 1997                                                                   | Autódromo Roberto Mouras de La Plata                                                  | Chevrolet Chevy                                                                       | 150,192                                                                               |
| 8           | 20 de julio de 1997                                                                   | Autódromo Ciudad de Rafaela                                                           | Chevrolet Chevy                                                                       | 165,309                                                                               |
| 9           | 22 de marzo de 1998                                                                   | Autódromo Roberto Mouras de La Plata                                                  | Chevrolet Chevy                                                                       | 151,794                                                                               |
| 10          | 8 de noviembre de 1998                                                                | Autódromo Ciudad de Nueve de Julio                                                    | Chevrolet Chevy                                                                       | 160,759                                                                               |
| 11          | 26 de septiembre de 1999                                                              | Autódromo Ciudad de Rafaela                                                           | Chevrolet Chevy                                                                       | 140,612                                                                               |
| 12          | 31 de octubre de 1999                                                                 | Autódromo Mar y Valle de Trelew                                                       | Chevrolet Chevy                                                                       | 153,528                                                                               |
| 13          | 14 de noviembre de 1999                                                               | Autódromo Oscar Alfredo Gálvez                                                        | Chevrolet Chevy                                                                       | 189,224                                                                               |
| 14          | 13 de febrero de 2000                                                                 | Autódromo Rotonda de Mar de Ajó                                                       | Chevrolet Chevy                                                                       | 139,345                                                                               |
| 15          | 13 de mayo de 2001                                                                    | Autódromo Parque Ciudad de Río Cuarto                                                 | Ford Falcon                                                                           | 151,022                                                                               |
| 16          | 22 de septiembre de 2002                                                              | Autódromo Juan Manuel Fangio de Balcarce                                              | Ford Falcon                                                                           | 143,991                                                                               |
| 17          | 19 de octubre de 2003                                                                 | Autódromo Roberto Mouras de La Plata                                                  | Ford Falcon                                                                           | 159,830                                                                               |
| 18          | 11 de abril de 2004                                                                   | Autódromo Juan Manuel Fangio de Balcarce                                              | Ford Falcon                                                                           | 132,585                                                                               |
| Referencias |                                                                                       |                                                                                       |                                                                                       |                                                                                       |
| #           | Carrera especial de 2 pilotos. Victoria compartida con el debutante Guillermo Ortelli | Carrera especial de 2 pilotos. Victoria compartida con el debutante Guillermo Ortelli | Carrera especial de 2 pilotos. Victoria compartida con el debutante Guillermo Ortelli | Carrera especial de 2 pilotos. Victoria compartida con el debutante Guillermo Ortelli |

- [5][6]

### Campeonatos como director deportivo
| Título  | Categoría         | Piloto             | Marca       | Año  |
| ------- | ----------------- | ------------------ | ----------- | ---- |
| Campeón | Turismo Carretera | Mauro Giallombardo | Ford Falcon | 2012 |